# Het lied van de grotten
Het lied van de grotten (The Land of the Painted Caves), uitgegeven in maart 2011, is het zesde en tevens het laatste boek van de serie De Aardkinderen (Earth's Children) van de Amerikaanse schrijfster Jean Marie Auel.

## Introductie
De reeks speelt zich af tijdens een laat deel (35.000 tot 25.000 jaar geleden) van de laatste ijstijd (beter: glaciaal), het Weichselien, op verschillende locaties in het deel van Europa dat niet bedekt is met gletsjers. Het beschrijft voornamelijk het leven van hoofdrolspeelster Ayla, een cro-magnonvrouw die is opgegroeid bij een groep neanderthalers.
In de voorgaande delen heeft Ayla haar ouders verloren en wordt ze opgevoed door een stam neanderthalers. Ayla wordt op ongeveer 14-jarige leeftijd verstoten door de stam van de holenbeer en gaat op zoek naar de Anderen, zoals de neanderthalers de cro-magnonmens noemen. In de paardenvallei, op de weg naar het noorden waar de Anderen leven, bouwt ze een bijzondere band op met een veulen en een holenleeuwwelpje, waarvan ze de zorg op zich neemt. In deze paardenvallei ontmoet ze Jondalar, een jonge man uit de stam de 'Zelandoni' die samen met zijn broer een tocht wil maken naar het einde van de 'moederrivier'. 
Tijdens de omzwerving komen ze de mammoetjagers tegen en ze besluiten met hen mee te gaan. Terwijl Ayla geadopteerd wordt door de stam, wordt Jondalar geplaagd door jaloerse gevoelens, veroorzaakt door Ranec, een zwarte man die ook door de stam is geadopteerd en verliefd is op Ayla.
Bij de zomerbijeenkomst van alle stammen met mammoetjagers is er een verbintenis gepland tussen haar en Ranec. Ook Jondalar is nog steeds verliefd op Ayla, maar kan dit haar niet vertellen. Uiteindelijk, op de dag voor de verbintenis met Ranec, komt het toch goed tussen Ayla en Jondalar en vertrekken ze samen op weg naar het volk van Jondalar. Tijdens deze reis komt Ayla erachter dat niet alle mensen het beste met hen voor hebben.
Na een gevaarlijke reis over de grote gletsjer, bereiken Ayla en Jondalar eindelijk het land van de Zelandoniërs. Ze worden met open armen ontvangen door de moeder van Jolandar, Marthona, al is niet iedereen blij met de komst van Ayla.

## Verhaal
In dit zesde deel van de serie lezen we hoe het afloopt met Ayla, Jondalar en hun dochtertje Jonayla.
Ayla gaat verder met haar opleiding tot Zelandoni, een spiritueel leider en genezer. Ze wordt de acoliet van de Zelandoni van de Negende Grot en ze begint aan een reeks intensieve reizen die deel uitmaken van haar heilige training. 
Ze worstelt echter om de juiste balans te vinden tussen haar spirituele roeping en haar taak als jonge moeder, en hierdoor komt haar relatie met Jondalar onder spanning te staan.
Deel 1: De stam van de holenbeer · Deel 2: De vallei van de paarden · Deel 3: De mammoetjagers · Deel 4: Het dal der beloften · Deel 5: Een vuurplaats in steen · Deel 6: Het lied van de grotten